# Rasmus Heinsen
Rasmus Heinsen (Rasmus Heithmann) (3. oktober 1530 – 14. april 1602) var en dansk musiker og teolog.
I 14-årsalderen blev han ansat som musiker hos kong Christian 3. og var i 1553 så anset, at han ved Jørgen Prestons død blev leder af kantoriet. Allerede tre år senere drog han dog med kongens billigelse til Wittenberg for at studere teologi.
Efter endt uddannelse blev han ansat som rektor i Bordesholm i Slesvig og senere i som konrektor ved katedralskolen i Slesvig. Fra 1581 var han ærkedegn i Ribe og fra 1587 samtidig ærkediakon i Slesvig. Fra 1568, da han blev gift i Husum, kaldte han sig Heithmann.